# 獵犬座R
獵犬座R，又名BD+40 2694，HD 120499、SAO 63763、HR 5199，是獵犬座的一颗恒星，视星等为7.4，位于銀經82.66，銀緯72.77，其B1900.0坐标为赤經13h 44m 39.7s，赤緯+40° 72.77′ 24″。